# Klaus Stieringer
Klaus Stieringer (* 1927; † Juni 2004) war ein deutscher Schauspieler, Hörspielsprecher und -regisseur.

## Leben
Klaus Stieringer begann am 1. April 1948 seine Tätigkeit beim damaligen Nordwestdeutschen Rundfunk, dem Vorläufer des späteren Norddeutschen Rundfunks, im Funkhaus Hannover und war dort nach dem Zweiten Weltkrieg ein Mann der ersten Stunde. Dort führte er Regie bei Features, Reiseberichten, Reportagen und seit 1950 insbesondere in einer großen Anzahl von Hörspielen, wobei es ihm gelang, bekannte Schauspieler der damaligen Zeit für seine Produktionen zu verpflichten, wie z. B. Hannes Messemer, Heinz Klevenow, Eduard Marks, Gustl Halenke oder Hans Paetsch. Häufig war Stieringer selber auch als Sprecher tätig. Einen größeren Bekanntheitsgrad erlangte er durch seine Mitwirkung in vielen Folgen der Anfang der 1960er Jahre entstandenen Hörspiel-Serie Dickie Dick Dickens des Autorenpaars Rolf und Alexandra Becker unter der Regie von Günter Siebert.
Ausnahmen blieben in Stieringers Schaffen Ausflüge vor die Kamera. So war er 1969 in zwei Ausgaben der Rudi-Carrell-Show zu sehen und spielte 1973 in der Tatort-Folge Platzverweis für Trimmel.

## Hörspielarbeiten (Auswahl)

### Als Sprecher
| Jahr | Titel                                                                    | Regie              |
| 1951 | Der stählerne Floh                                                       | Henri Regnier      |
| 1952 | Das Dorf, das beschloß, die Erde sei flach                               | Heinrich Koch      |
| 1952 | Die drei Smaragde                                                        | Klaus Stieringer   |
| 1953 | Das dunkle Zimmer                                                        | Hans Rosenhauer    |
| 1954 | Texas-Romanze                                                            | (nicht bekannt)    |
| 1957 | Affen an Bord                                                            | Günter Siebert     |
| 1957 | Die Rettung                                                              | Günter Bommert     |
| 1957 | Eigener Herd ist Goldes Wert                                             | Heinrich Koch      |
| 1958 | Go and get your man                                                      | Günter Siebert     |
| 1959 | Das Dorf um die Jahrhundertwende                                         | Heinrich Koch      |
| 1959 | Überfall auf die Union Bank                                              | Günter Siebert     |
| 1961 | Prinz Eisenfraß, der rächende Ritter                                     | Günter Siebert     |
| 1963 | Die wahren Fälle (1. Folge: Ein ungeklärter Fall)                        | Günter Siebert     |
| 1963 | Am Anfang war es Seligkeit                                               | Günter Bommert     |
| 1964 | Ein hochpolitischer Fall                                                 | Till Bergen        |
| 1964 | Sam Small’s bessere Hälfte                                               | Jo Hanns Müller    |
| 1964 | Nichts als Indizien                                                      | Till Bergen        |
| 1966 | Reportagen aus dem Jahre 2015 (10. Teil: Das Ultimatum der Mars-Kolonie) | Hans Pelters       |
| 1971 | Herrn Mahtinens Meinung ist frei                                         | Ulrich Gerhardt    |
| 1979 | Wenn der Vater die Zähne verliert, müssten dem Sohn Hände wachsen        | Hans Gerd Krogmann |
| 1980 | Die drei ??? und die flüsternde Mumie                                    | Heikedine Körting  |

### Dickie Dick Dickens
| Jahr | Staffel | Folge | Titel                                                                                       |
| 1960 | 1       | 1     | Die wasserdichte Damen-Präzisions-Armbanduhr – oder: Das Veilchen, das im Verborgenen blüht |
| 1960 | 1       | 2     | Ich bin nur ein kleiner Taschendieb – oder: Gute Nacht, liebes Mädel, gut’ Nacht            |
| 1960 | 1       | 3     | Gar lustig ist das Räuberleben                                                              |
| 1960 | 1       | 4     | Rhapsodie in Gold                                                                           |
| 1960 | 1       | 5     | Keine Angst vorm bösen Mann                                                                 |
| 1960 | 1       | 6     | Regentropfen auf dem Blechdach                                                              |
| 1960 | 1       | 7     | Die Träne quillt, Chicago hat ihn wieder                                                    |
| 1960 | 1       | 8     | Wer kein Stahl hat, hat die Qual                                                            |
| 1960 | 1       | 10    | Das Geheimnis des schwarzen Katers                                                          |
| 1960 | 1       | 11    | Des schwarzen Katers zweites Geheimnis                                                      |
| 1960 | 1       | 12    | Einer langen Irrfahrt schließliches Ende – oder: Auch Pässe müssen passen                   |
| 1960 | 2       | 1     | Wale und kleine Fische                                                                      |
| 1961 | 3       | 1     | Ein Verbrechenschaftsbericht – oder: Canastaricanischer Knast                               |
| 1961 | 3       | 2     | Feuer für DDD – oder: Nun mach mal einen Druckpunkt!                                        |
| 1961 | 3       | 3     | Sieben Leichen und kein Tropfen Blut – oder: Kein Tropfen Blut und sieben Leichen           |
| 1961 | 3       | 4     | Betrüge, wem Betrug gegeben – oder: Sie trauen sich nicht                                   |
| 1961 | 3       | 5     | Ruhe sanft, General! – oder: Um den Hals geflogen                                           |
| 1961 | 3       | 6     | Ticki-Ticki-Tack – oder: Tacka-Tacka-Tick                                                   |
| 1961 | 3       | 7     | Die Geister des Irazú – oder: Was kommt dort von der Höh'                                   |
| 1961 | 3       | 8     | Hannibal ante portas – oder: Kommt ein Vogel geflogen                                       |
| 1961 | 3       | 9     | Wem die Stunde schlägt – oder: Haben Sie schon zur Nacht gebadet?                           |
| 1961 | 3       | 10    | Mit der Schlinge um den Hals – oder: Wer hat denn da die Hand am Hahn?                      |
| 1961 | 3       | 11    | Gangster, die schießen, töten nicht – oder: Der Morgengrauplan                              |
| 1961 | 3       | 12    | Die Nacht des Schicksals – oder: Handschellen der Heimat                                    |

### Als Regisseur
| Jahr | Titel                                                        | Sprecher (Auswahl)                                                              |
| 1950 | Das Märchen von Aucassin und Nicolette                       | Benno Sterzenbach, Wilhelm Rüter, Helmut Wildt                                  |
| 1951 | Das Alibi                                                    | Hannes Messemer, Günther Neutze                                                 |
| 1951 | Die Geschichte vom schönen Annerl und braven Kasperl         | Mila Kopp, Richard Lauffen, Günther Neutze, Benno Sterzenbach                   |
| 1952 | Der Verteidiger hat das Wort: Im Zweifel für den Angeklagten |                                                                                 |
| 1952 | Rufnummer 97 79 02                                           | Kurt Ehrhardt, Hermann Schomberg                                                |
| 1952 | Meister Breugnon                                             | Hermann Schomberg, Kurt Ehrhardt, Erich Ponto                                   |
| 1952 | Wie Serenissimus belieben                                    | Günther Neutze, Helmut Wildt                                                    |
| 1952 | Die drei Smaragde                                            | Helmut Wildt, Hannes Messemer, Günther Neutze                                   |
| 1952 | Hund im Hirn                                                 | Kurt Ehrhardt, Günther Neutze                                                   |
| 1952 | Tobby                                                        | Bernhard Minetti, Günther Neutze                                                |
| 1954 | Césaire                                                      | Kurt Ehrhardt, Hannes Messemer                                                  |
| 1954 | Kleine Residenz                                              | Günther Neutze, Helmut Wildt, Joachim Wichmann                                  |
| 1954 | Florence liebt nicht Voltaire                                | Kurt Ehrhardt, Günther Neutze                                                   |
| 1955 | Die verlorene Aria                                           | Herbert A. E. Böhme, Günther Neutze, Hanns Lothar                               |
| 1955 | Die drei gerechten Kammacher                                 | Rudolf Fenner, Horst Beck, Sonja Karzau                                         |
| 1957 | Sechstausend Tage nach Mitternacht                           | Dinah Hinz, Günther Dockerill                                                   |
| 1957 | Unhappy End                                                  | Günther Neutze, Richard Münch                                                   |
| 1959 | Der sonderbare Tag des Lord Grimsby                          | Hermann Lenschau, Klaus Schwarzkopf, Josef Dahmen, Edda Seippel, Walter Jokisch |
| 1959 | Die Drei-Dörfer-Fabrik                                       | Walter Bäumer, Walter A. Kreye, Carl Hinrichs                                   |
| 1960 | Die Passagiere der „Fidelio“                                 | Helmut Peine, Hermann Lenschau                                                  |
| 1973 | Das Schiff Ulula                                             | Günter Strack, Wolfgang Engels, Fritz Bachschmidt                               |

## Filmografie
- 1967: Cliff Dexter – Die Rechnung geht nicht auf
- 1969: Die Rudi-Carrell-Show – Seereise
- 1969: Die Rudi-Carrell-Show – Autobahnraststätte
- 1973: Tatort – Platzverweis für Trimmel